# Addició nucleòfila

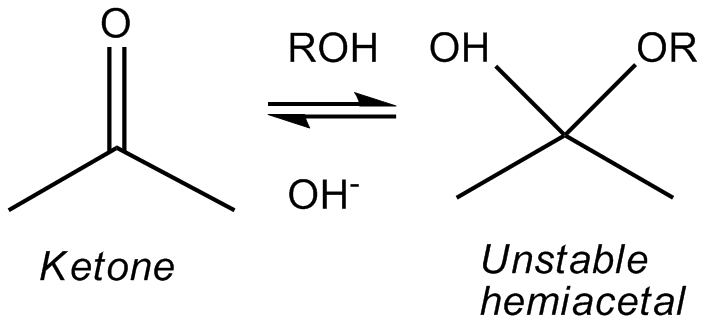
Un exemple d'addició nucleòfila que es produeix al grup carbonil d'una cetona per substitució amb un compost que conté un grup hidròxid. En aquest exemple, es forma un hemiacetal inestable.

Una addició nucleòfila (o addició nucleofílica) en química orgànica, és una reacció d'addició on en un compost químic un enllaç π és eliminat mitjançant l'addició d'un nucleòfil, creant-se dos nous enllaços covalents (un en cada extrem d'allò que era l'enllaç múltiple).
Les reaccions d'addició estan limitades a compostos químics que tinguin àtoms units per enllaços múltiples:
- Molècules amb enllaços múltiples carboni-heteroàtom com els carbonils, les imines o els nitrils.
- Molècules amb dobles o triples enllaços carboni carboni (quan tinguin característiques d'electròfils).